# Список министров национальной обороны Чехословакии
Это список министров национальной обороны Чехословакии, который содержит хронологический список всех членов правительства Чехословакии, работающих в этой должности (в том числе исполняющий обязанности министров в правительствах Чехословакии).

## Местонахождение штаб-квартиры министра национальной обороны
- Военный министр не имел постоянного места пребывания, а находился в поездках в Японию, Россию, Францию и Италию.
- Министр национальной обороны:
ноябрь 1918 — ноябрь 1920 — левая передняя часть западного крыла Пражского града.
ноябрь 1920 — май 1926 — III этаж главного здания курсантского училища в Прага-Дейвице.
май 1926 — апрель 1939 — I этаж нового здания МНО в Прага-Бубенеч (нынешняя площадь Свободы).
июль 1940 — апрель 1945 — здание в Лондоне, на углу Пикадилли и Old Park Lane в квартале Мейфэр.
апрель-май 1945 — здание бывшего командования местным военным округом в Кошице.
май 1945—1969 — здание МНО в Прага-Бубенеч.
1969 — декабрь 1992 — здание курсантского училища в Прага-Дейвице.

## Военный министр Чехословацкой Республики
| # | Имя                                        | Годы жизни                | Партия       | Правительства   | Период в должности           | Примечания |
| - | ------------------------------------------ | ------------------------- | ------------ | --------------- | ---------------------------- | ---------- |
| 1 | бригадный генерал Милан Растислав Штефаник | 21 июля 1880 — 4 мая 1919 | беспартийный | Карела Крамаржа | 14 октября 1918 — 4 мая 1919 |            |

## Министры национальной обороны Чехословацкой Республики 1918—1939
| #  | Имя                           | Годы жизни                       | Партия                                                                 | Правительства                                                         | Период в должности                  | Примечания               |
| -- | ----------------------------- | -------------------------------- | ---------------------------------------------------------------------- | --------------------------------------------------------------------- | ----------------------------------- | ------------------------ |
| 1  | Вацлав Клофач                 | 21 сентября 1868 — 10 июля 1942  | Чешская национально-социальная партия                                  | Карела Крамаржа 1. Властимила Тусара                                  | 14 ноября 1918 — 25 мая 1920        |                          |
| 2  | Властимил Тусар               | 18 октября 1880 — 22 марта 1924  | Чехословацкая социал-демократическая рабочая партия                    | 2. Властимила Тусара                                                  | 25 мая 1920 — 15 июля 1920          | Исполняющий обязанности. |
| 3  | Иван Маркович                 | 3 июня 1888 — 16 февраля 1944    | Чехословацкая социал-демократическая рабочая партия                    | 2. Властимила Тусара                                                  | 16 июля 1920 — 15 сентября 1920     |                          |
| 4  | генерал V класса Отакар Гусак | 23 апреля 1885 — 12 июня 1964    | беспартийный                                                           | 1. Яна Чернего                                                        | 15 сентября 1920 — 25 сентября 1921 |                          |
| 5  | Франтишек Удржал              | 3 января 1866 — 24 апреля 1938   | Республиканская партия земледельческого и мелкокрестьянского населения | Эдварда Бенеша 1. Антонина Швеглы                                     | 26 сентября 1921 — 8 декабря 1925   |                          |
| 6  | Йиржи Стржибный               | 14 января 1880 — 21 января 1955  | Чехословацкая социалистическая партия                                  | 2. Антонина Швеглы                                                    | 9 декабря 1925 — 17 марта 1926      |                          |
| 7  | генерал армии Ян Сыровый      | 24 января 1888 — 17 октября 1970 | беспартийный                                                           | 2. Яна Чернего                                                        | 18 марта 1926 — 11 октября 1926     |                          |
| 8  | Франтишек Удржал              | 3 января 1866 — 24 апреля 1938   | Республиканская партия земледельческого и мелкокрестьянского населения | 3. Антонина Швеглы 1. Франтишека Удржала                              | 12 октября 1926 — 15 сентября 1929  |                          |
| 9  | Карел Вишковский              | 8 июля 1868 — 20 ноября 1932     | Республиканская партия земледельческого и мелкокрестьянского населения | 1. Франтишека Удржала 2. Франтишека Удржала                           | 16 сентября 1929 — 28 октября 1932  |                          |
| 10 | Богумир Брадач                | 31 марта 1881 — 20 октября 1935  | Республиканская партия земледельческого и мелкокрестьянского населения | 1. Яна Малипетра 2. Яна Малипетра                                     | 29 октября 1932 — 3 июня 1935       |                          |
| 11 | Франтишек Махник              | 30 апреля 1886 — 21 ноября 1967  | Республиканская партия земледельческого и мелкокрестьянского населения | 3. Яна Малипетра 1. Милана Годжы 2. Милана Годжы 3. Милана Годжы      | 4 июня 1935 — 21 сентября 1938      |                          |
| 12 | генерал армии Ян Сыровый      | 24 января 1888 — 17 октября 1970 | беспартийный                                                           | 1. Яна Сырового 2. Яна Сырового 1. Рудольфа Берана 2. Рудольфа Берана | 22 сентября 1938 — 27 апреля 1939   |                          |

## Министры национальной обороныЧехословацкого правительства в изгнании
| # | Имя                       | Годы жизни                       | Партия       | Правительства                 | Период в должности               | Примечания |
| - | ------------------------- | -------------------------------- | ------------ | ----------------------------- | -------------------------------- | ---------- |
| 1 | генерал армии Сергей Ингр | 2 сентября 1894 — 17 июня 1956   | беспартийный | 1. Яна Шрамека 2. Яна Шрамека | 21 июля 1940 — 19 сентября 1944  |            |
| 2 | Ян Масарик                | 14 сентября 1886 — 10 марта 1948 | беспартийный | 2. Яна Шрамека                | 19 сентября 1944 — 3 апреля 1945 |            |

## Министры национальной обороны послевоенной Чехословакии
| # | Имя                               | Годы жизни                         | Партия                               | Правительства | Период в должности               | Примечания |
| - | --------------------------------- | ---------------------------------- | ------------------------------------ | --- | -------------------------------- | ---------- |
| 1 | генерал армии Людвик Свобода      | 25 ноября 1895 — 20 сентября 1979  | Коммунистическая партия Чехословакии | 1. Зденека Фирлингера 2. Зденека Фирлингера 1. Клемента Готтвальда 2. Клемента Готтвальда Антонина Запотоцкого                                      | 4 апреля 1945 — 24 апреля 1950   |            |
| 2 | генерал армии Алексей Чепичка     | 18 августа 1910 — 30 сентября 1990 | Коммунистическая партия Чехословакии | Антонина Запотоцкого 1. Вильяма Широкого 2. Вильяма Широкого                                                                                        | 25 апреля 1950 — 24 апреля 1956  |            |
| 3 | генерал армии Богумир Ломский     | 22 апреля 1914 — 18 июня 1982      | Коммунистическая партия Чехословакии | 2. Вильяма Широкого 3. Вильяма Широкого Йозефа Ленарта 1. Олдржиха Черника                                                                          | 25 апреля 1956 — 23 апреля 1968  |            |
| 4 | генерал армии Мартин Дзур         | 12 июля 1919 — 15 января 1985      | Коммунистическая партия Чехословакии | 1. Олдржиха Черника 2. Олдржиха Черника 3. Олдржиха Черника 1. Любомира Штроугала 2. Любомира Штроугала 3. Любомира Штроугала 4. Любомира Штроугала | 24 апреля 1968 — 10 января 1985  |            |
| 5 | генерал армии Милан Вацлавик      | 31 марта 1928 — 2 января 2007      | Коммунистическая партия Чехословакии | 4. Любомира Штроугала 5. Любомира Штроугала 6. Любомира Штроугала Ладислава Адамеца                                                                 | 11 января 1985 — 3 декабря 1989  |            |
| 6 | генерал армии Мирослав Вацек      | 29 августа 1935 — 31 декабря 2022  | Коммунистическая партия Чехословакии | Ладислава Адамеца 1. Мариана Чалфы 2. Мариана Чалфы 3. Мариана Чалфы                                                                                | 4 декабря 1989 — 17 октября 1990 |            |
| 7 | Любош Добровский                  | 3 февраля 1932 — 30 января 2020    | Гражданский форум                    | 3. Мариана Чалфы | 18 октября 1990 — 1 июля 1992    |            |
| 8 | бригадный генерал Имрих Андрейчак | 12 июля 1941 — 5 сентября 2018     | Движение за демократическую Словакию | Яна Страского | 2 июля 1992 — 31 декабря 1992    |            |

## Источник
- Historie minulých vlád
- Ministři národní obrany v letech 1918 až 1992